# Barbara Bandurka
Barbara Antonina Bandurka-Wilk (ur. 16 sierpnia 1948 w Sanoku, zm. 17 marca 2022) – polska artystka, malarka, konserwatorka, poetka.

## Życiorys

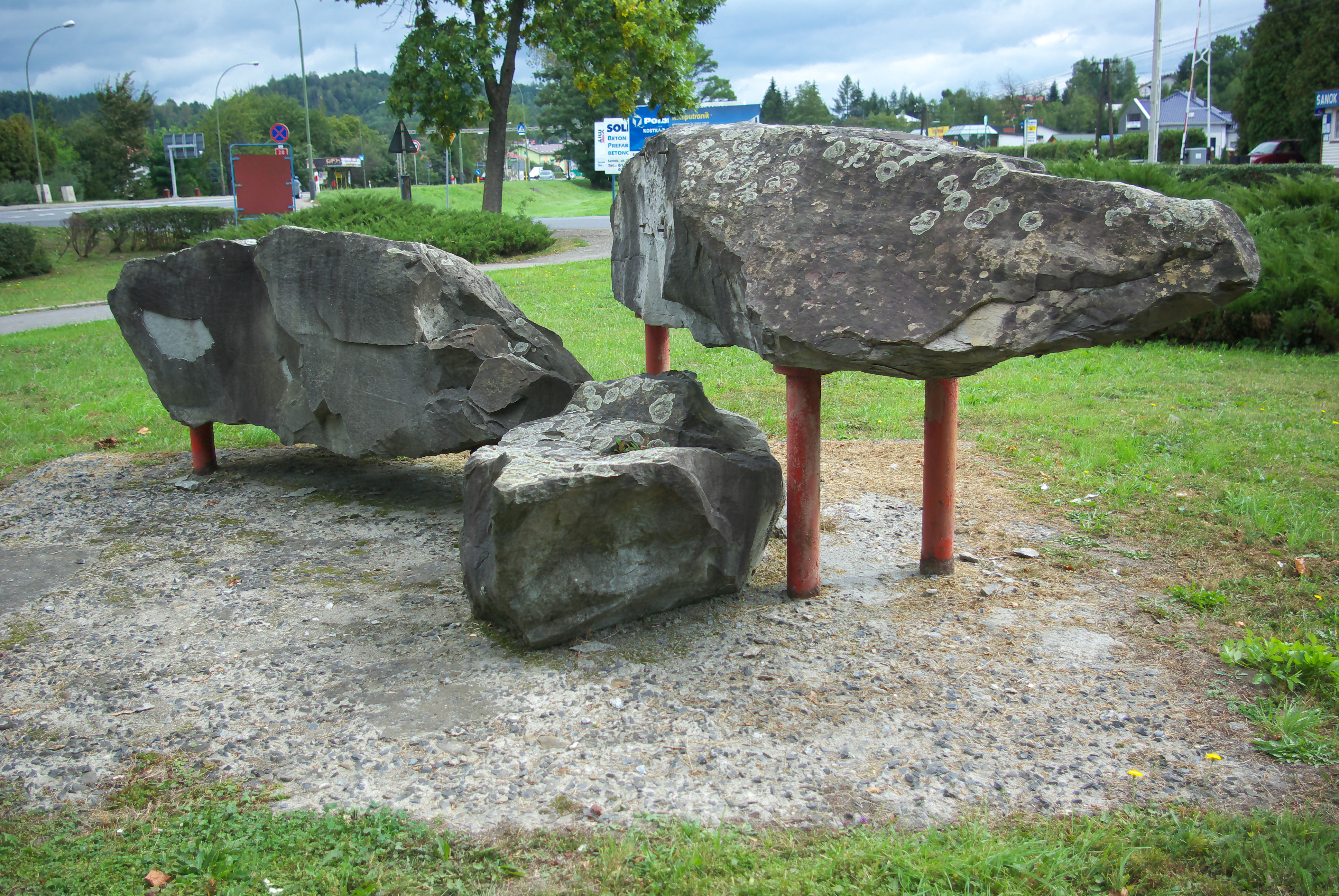
Pomnik według projektu Barbary Bandurki z 1974 w Sanoku

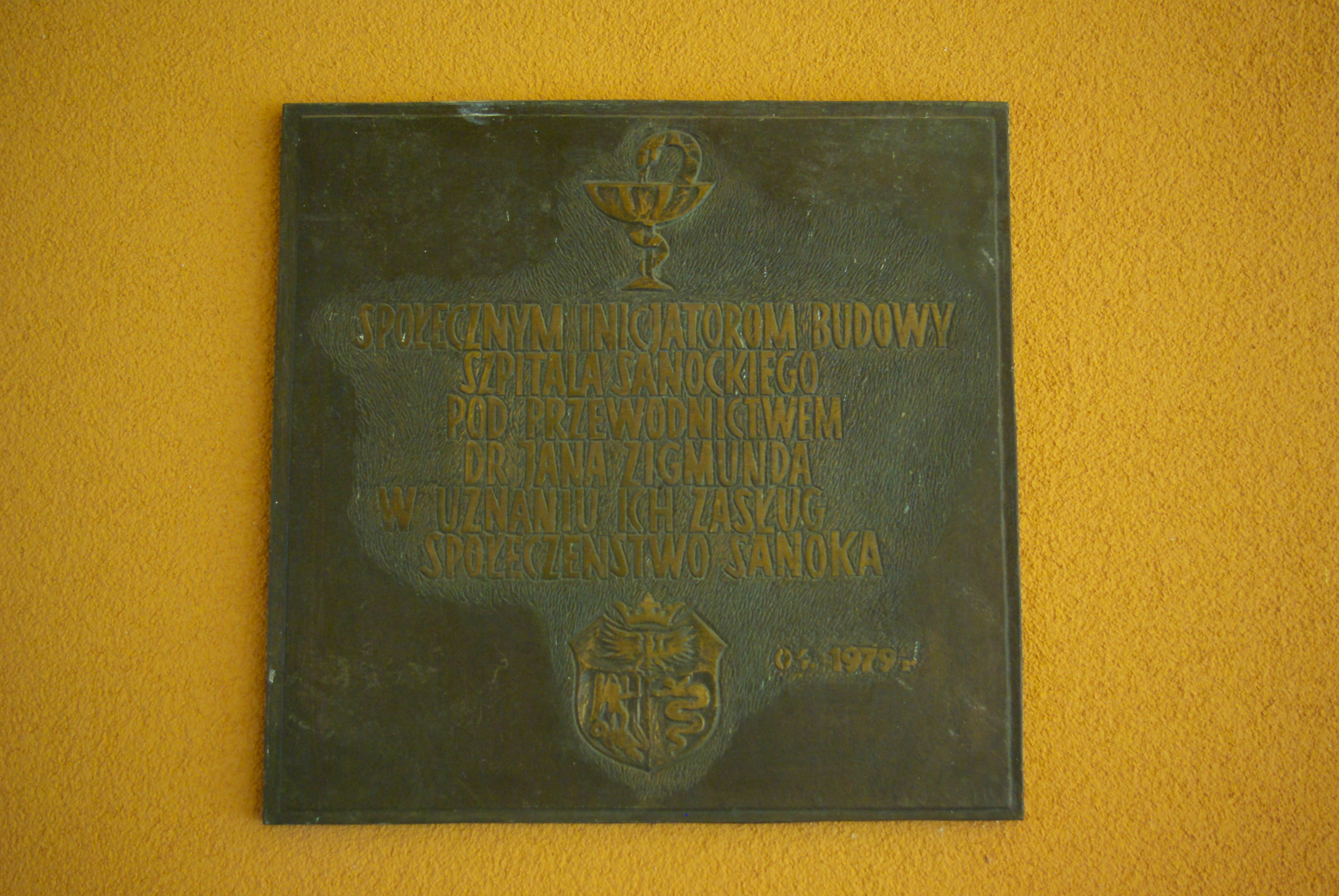
Tablica pamiątkowa według projektu Barbary Bandurki w sanockim szpitalu z 1979

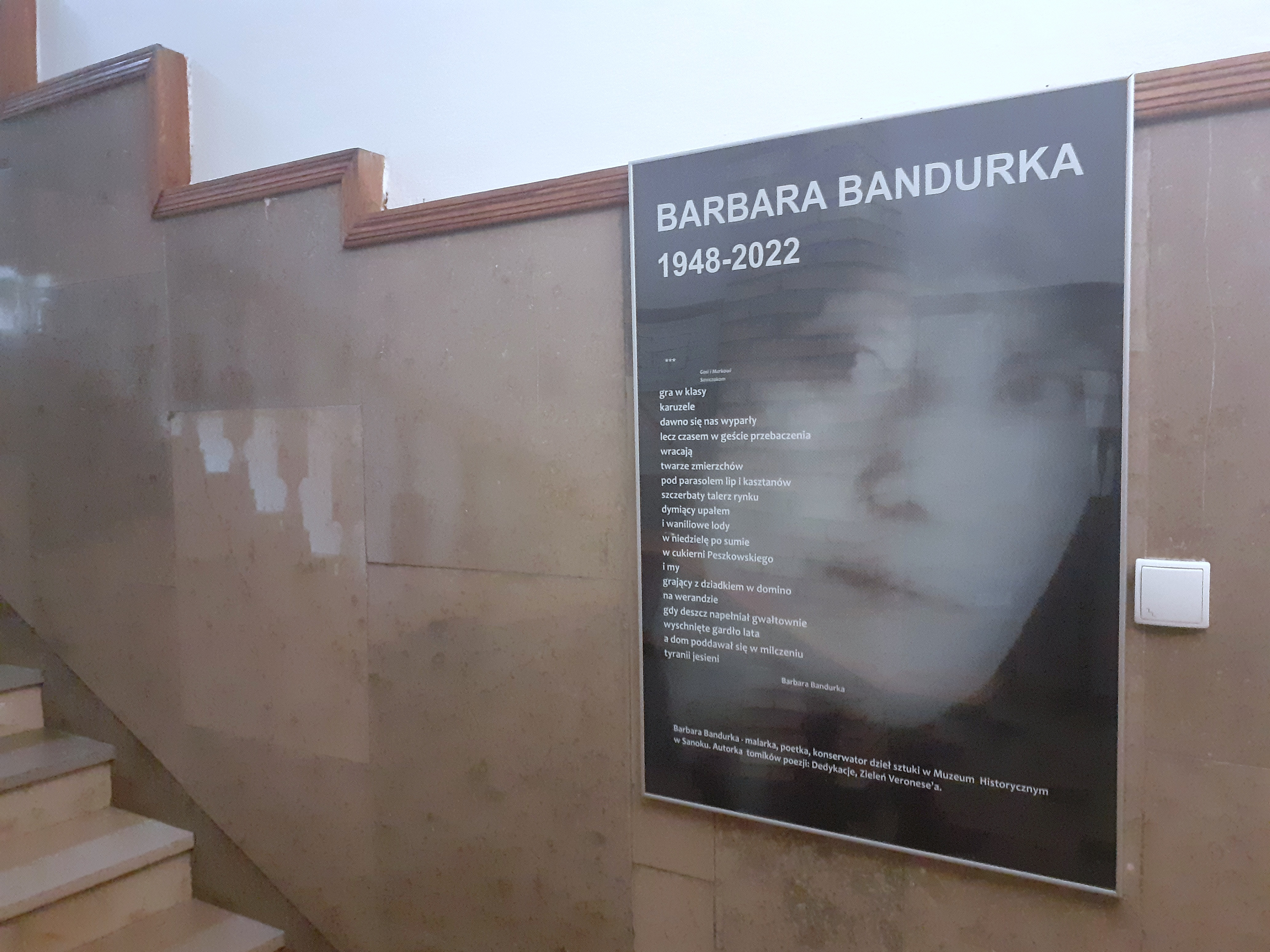
Upamiętnienie Barbary Bandurki w Miejskiej Bibliotece Publicznej w Sanoku

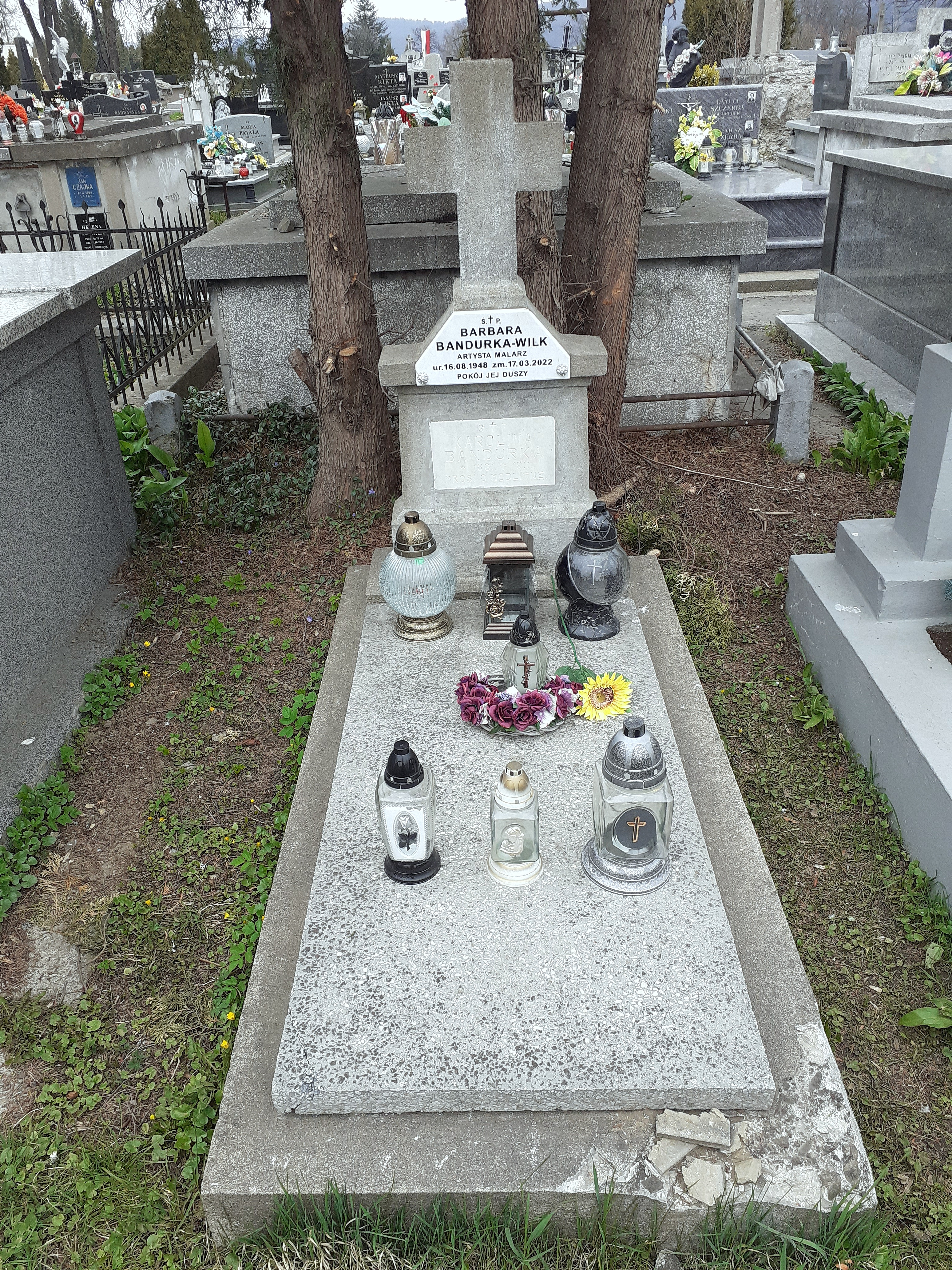
Nagrobek Barbary Bandurki

Urodziła się 16 sierpnia 1948 w Sanoku. Wychowywała się w rodzinnym mieście. Zainteresowanie rysunkiem przejawiała od lat dzieciństwa. W 1966 ukończyła Liceum Ogólnokształcące w Sanoku. Absolwentka Wydziału Malarstwa na Akademii Sztuk Pięknych im. Jana Matejki w Krakowie z 1974. Studiowała w pracowni doc. Włodzimierza Buczka.
Po ukończeniu studiów wyższych powróciła do Sanoka i od 1974 była zatrudniona w charakterze plastyka miejskiego. Był autorką wystroju obiektu wybudowanego obok kortów tenisowych przy ul. Adama Mickiewicza. W 1978 została konserwatorem dzieł sztuki (m.in. ikon) w Muzeum Historycznym w Sanoku. Podjęła twórczość malarską, plastyczną i literacką w dziedzinie poezji. Wobec braku miejscowego konserwatora zabytków, w 1978 jako plastyk miejski weszła w skład grupy miejskiej (prócz niej dyrektor Muzeum Historycznego w Sanoku Edward Zając i przewodnik muzealny Krystyna Kilar), która po inwentaryzacji wskazała na Cmentarzu Centralnym w Sanoku nagrobki uznając je za posiadające wartość historyczną i zaproponowała ich zachowanie. Pod koniec 1977 została zorganizowana jej debiutancka wystawa indywidualna w Domu Sztuki w Rzeszowie. Jej prace malarskie były pokazywane na wystawach w rodzinnym Sanoku (m.in. na indywidualnej wystawie), a także w Polsce i za granicą (w 1991 w Brukseli, a ponadto też w Niemczech). Obrazy jej autorstwa trafiły do Muzeum Historycznego w Sanoku. Została członkiem Korporacji Literackiej w Sanoku, założonej w 1996. Publikowała w czasopismach „Słowo Żydowskie”, „Fraza”, „Nowa Okolica Poetów”.
Poeta Janusz Szuber napisał wiersz pt. Do Barbary Bandurki, opublikowany w tomiku poezji pt. Biedronka na śniegu z 2000.
Barbara Bandurka bezskutecznie ubiegała się o mandat radnej Rady Miasta Sanoka w wyborach samorządowych 2010 startując z listy Komitetu Wyborczego Wyborców Wojciecha Blecharczyka – Dla Sanoka.
Zmarła 17 marca 2022. Urna z jej prochami została pochowana na Cmentarzu Centralnym w Sanoku 21 marca 2022.

## Twórczość
- Pomnik upamiętniający poległych funkcjonariuszy Powiatowego Urząd Bezpieczeństwa Publicznego w (PUBP) w Sanoku, którzy zginęli w walce z oddziałem partyzantki antykomunistycznej Antoniego Żubryda. Znajduje się przy ulicy Krakowskiej w dzielnicy Dąbrówka, obok dworca kolejowego Sanok Dąbrówka. Stanowią go trzy kamienie pamiątkowe. Na jednym z nich pierwotnie została umieszczona tablica z inskrypcją: „W dowód pamięci zamordowanych funkcjonariuszy P.U.B.P. w dn. 30.04.1946 przez bandę Żubryda: Drwięgi Bronisława, Kudy Karola, Łabudy Juliana. Społeczeństwo Sanoka. Październik 1974”, która zaginęła w latach 90. XX wieku[17]. Pomnik został ustanowiony przez władze PRL i odsłonięty w październiku 1974[18]. Tablica z inskrypcją zaginęła w latach 90. XX wieku, pozostały tylko trzy kamienie[19].
- Tablica upamiętniająca budowę nowego szpitala w Sanoku i jej głównego orędownika, dra Jana Zigmunda (1902–1970)[20]. Została odsłonięta w kwietniu 1979[21][22] na ścianie budynku przy ulicy 800-lecia 26, pod arkadowymi podcieniami wjazdowymi. Treść inskrypcji: Społecznym inicjatorom budowy szpitala sanockiego pod przewodnictwem dr Jana Zigmunda w uznaniu ich zasług społeczeństwo Sanoka 04.1979 r.[23].
- W 2008 wykonała malarskie dzieło w obrazach „Via Crucis – Spe Salvi” (pol. „Droga krzyżowa – w nadziei”), które po wystawie zostało przekazane do kościoła Franciszkanów w Sanoku[8][24].
- Wykonywała projekty graficzne czasopism[25][26][27][28].

Publikacje własne
- Dedykacje (1997)[29][30][31][32][2][8][33]
- Zieleń Veronese’a (2005)[8][31][32][34][35]
- Spe salvi (2008)[32][34][36]

Opracowanie graficzne
- Jacek Mączka: Broniszki-Dolinki (1997, 1999; rysunki)[37]
- Janusz Szuber: 19 [dziewiętnaście] wierszy (2000, rysunki)[32][34]

Literatura przedmiotowa
- Barbara Bandurka – malarstwo. Katalog wystawowy, lipiec – sierpień 1979, Muzeum Historyczne w Sanoku (1979, opracowanie: Edward Zając)[38]
- Barbara Bandurka – szkic do portretu (autor: Artur Olechniewicz; w: Impresje Muzealne nr 8/2000)[32]

## Nagrody i wyróżnienia
- Wyróżnienie w konkursie „Obraz, grafika i rysunek roku 1977”[1][5].
- Nagroda Miasta Sanoka II stopnia za rok 1997 w dziedzinie literatury za udany debiut literacki w poezji (29 kwietnia 1998)[39][40][41].